# Космаускас, Степонас (актёр)
Степонас Космаускас (лит. Steponas Kosmauskas, 29 апреля 1918, Дарбутай, Расейнское районное самоуправление — 25 марта 1985, Паневежис) — литовский советский актёр театра и кино, театральный деятель. Заслуженный артист (ЛТСР, 1960).

## Биография
Степонас родился 29 апреля 1918 года в Литве, Дарбутай, Бетыгалинский уезда в крестьянской семье.
В 1938 году окончил Расейняйскую гимназию и начал службу в литовской армии.
В 1939 году поступил в Каунасское военное училище, окончить которое помешала советская оккупация.
В 1941 году окончил актёрский факультет Паневежского драматического театра.
Был участником Литвийской партии КПСС (1956 — неизвестно)
Работал в Паневежском драматическом театре.
Будучи театральным режиссёром, проработал там с 1978—1984 годы.
Был заведующим литературного отделения.
Создал более 90 ролей в театре Литовском и в др., а также знаком по зарубежным фильмам.
Ушёл из жизни 25 марта 1985 года в Литовской ССР, Паневежис в возрасте 66 лет.

## Личная жизнь
Был женат. Жена — актриса Генрика Хокушайте, дочь — режиссёр Маргарита Космаускайте (1950—1998), сын — художник Вигантас Космаускас (1960—2001).

## Награды и звания
- Заслуженный артист Литовской ССР (ЛТСР, 1960)

## Издания
- Vitalijus Zabarauskas. Steponas Kosmauskas. Tarybų Lietuvos enciklopedija, T. 2 (Grūdas-Marvelės). — Vilnius: Vyriausioji enciklopedijų redakcija, 1986. // psl. 377
- Rudolfas Jansonas. Steponas Kosmauskas. Visuotinė lietuvių enciklopedija, T. X (Khmerai-Krelle). — Vilnius: Mokslo ir enciklopedijų leidybos institutas, 2006. 643 psl.

## Фильмография
- Скульптор — Живые герои, реж. Витаутас Жалакявичюс — (1960)
- Бубликас — Шаги в ночи, реж. Раймондс Вабалас — (1962)
- Начальник гестапо — Ночи без проживания, реж. Альгирдас Араминьш , Гедиминас Карка — (1966)
- Учитель — Поворот, реж. Борис Ермолаев — (1967)
- пр., Вита, реж. Альмантас Грикявичюс — (1969)
- Сторож кладбища Валюнас — Камень на камне, реж. Раймондс Вабалас (1972)
- Монах — Геркус Мантас, реж. Марийонас Гедрис — (1972)
- Эвальдас — Ties riba, реж. Раймондс Вабалас (1973)
- Профессор — Веселые истории, реж. Стасис Мотеюнас — (1973)
- Игрок — Смокас и Мажилис, реж. Раймондс Вабалас — (1975)
- Доктор — Садутос туто, реж. Альмантас Грикявичюс — (1975)
- Немец — Солдат и слон, реж. Дмитрий Кесаянц, Армянфильм — (1977)
- Время опорожнения усадьбы, реж. Альмантас Грикявичюс — (1977)
- Гельбуда — Цветение непосеянной ржи, реж. Марийонас Гедрис — (1978)
- Барон Уэстморленд — Лицо в мишени, реж. Альмантас Грикявичюс — (1979)
- Функционер Академии наук — Матч с 9 на 9, реж. Раймондс Вабалас — (1980)
- Редвудский рай, реж. Бронюс Талачка — (1981)
- Дедушка Бенедиктас — «Полет через Атлантику», реж. Раймондс Вабалас — (1983)

## Театральные работы
- Накутис — Антанас Виенуолис. В сумерках — (1945)
- Земляника — Николай Гоголь. Аудитор — (1946)
- Сотанвиль — Мольер . Джордж Данден — (1947)
- Полежаев — Леонид Рахманов. Беспокойная старость — (1957)
- Лебедев — Антон Чехов. Иванов — (1960)
- Дункан — Уильям Шекспир. Макбет — (1961)
- Агабас — Отарас Хоселианис . До того, как вагон перевернулся — (1973)